# Lista siturilor arheologice din județul Bistrița-Năsăud - F
Lista siturilor arheologice din județul Bistrița-Năsăud - F conține toate siturile arheologice din județul Bistrița-Năsăud înscrise în Repertoriul Arheologic Național (RAN) și aflate în localități al căror nume începe cu litera F. RAN este administrat de Ministerul Culturii și Patrimoniului Național și cuprinde date științifice, cartografice, topografice, imagini și planuri, precum și orice alte informații privitoare la zonele cu potențial arheologic, studiate sau nu, încă existente sau dispărute.
Puteți căuta un sit din localitățile care încep cu litera F folosind formularul de mai jos sau puteți naviga prin toate siturile din județ la Lista siturilor arheologice din județul Bistrița-Năsăud.
| Cod RAN                                  | Denumire | Localitate                               | Adresă                                           | Datare                                     | Descoperit | Coordonate | Imagine           | Erori            |
| ---------------------------------------- | --- | ---------------------------------------- | ------------------------------------------------ | ------------------------------------------ | ---------- | ---------- | ----------------- | ---------------- |
| 33701.05.01                              | Necropola Latene de la Fântânele - "La Gâța" / ansamblu anonim (Categorie: descoperire funerară) (Tip: Necropolă de incinerație)               | sat Fântânele, comuna Matei              | La Gâța                                          | Celtică - Latene B2                        | 1970?      |            | Încărcați imagine | Raportați eroare |
| 34119.01.01 (Cod LMI: BN-I-s-B-01349)    | Așezarea fortificată de la Feleac - "Cetatea" / ansamblu anonim (Categorie: locuire civilă) (Tip: Așezare fortificată)                         | sat Feleac, comuna Nușeni                | Cetatea                                          |                                            |            |            | Încărcați imagine | Raportați eroare |
| 34119.01.02 (Cod LMI: BN-I-s-B-01349)    | Așezarea fortificată de la Feleac - "Cetatea" / ansamblu anonim (Categorie: locuire civilă) (Tip: Așezare fortificată)                         | sat Feleac, comuna Nușeni                | Cetatea                                          |                                            |            |            | Încărcați imagine | Raportați eroare |
| 35367.01.01 (Cod LMI: BN-I-s-B-01343)    | Așezarea romană de la Fânațe - "La Crăciun" / ansamblu anonim (Categorie: locuire civilă) (Tip: Așezare)                                       | sat Fânațe, comuna Urmeniș               | La Crăciun                                       | sec. II - III p. Chr.                      |            |            | Încărcați imagine | Raportați eroare |
| 33701.01.01 (Cod LMI: BN-I-m-B-01344.02) | Situl arheologic de la Fântânele - "Lab" / ansamblu anonim (Categorie: locuire civilă) (Tip: Așezare)                                          | sat Fântânele, comuna Matei              | Lab                                              |                                            |            |            | Încărcați imagine | Raportați eroare |
| 33701.01.02 (Cod LMI: BN-I-m-A-01344.01) | Situl arheologic de la Fântânele - "Lab" / ansamblu anonim (Categorie: locuire civilă) (Tip: Așezare)                                          | sat Fântânele, comuna Matei              | Lab                                              | sec. II - III p. Chr.                      |            |            | Încărcați imagine | Raportați eroare |
| 33701.03.01                              | Situl arheologic de la Fântânele - "Rât" / ansamblu anonim (Categorie: locuire civilă) (Tip: Așezare)                                          | sat Fântânele, comuna Matei              | Rât                                              |                                            |            |            | Încărcați imagine | Raportați eroare |
| 33701.03.02                              | Situl arheologic de la Fântânele - "Rât" / ansamblu anonim (Categorie: locuire civilă) (Tip: Necropolă)                                        | sat Fântânele, comuna Matei              | Rât                                              |                                            |            |            | Încărcați imagine | Raportați eroare |
| 33701.03.03                              | Situl arheologic de la Fântânele - "Rât" / ansamblu anonim (Categorie: locuire civilă) (Tip: Așezare)                                          | sat Fântânele, comuna Matei              | Rât                                              | Sântana de Mureș - Cerneahov sec. III - IV |            |            | Încărcați imagine | Raportați eroare |
| 33701.03.04                              | Situl arheologic de la Fântânele - "Rât" / ansamblu anonim (Categorie: locuire civilă) (Tip: Necropolă)                                        | sat Fântânele, comuna Matei              | Rât                                              | Sântana de Mureș - Cerneahov sec. III - IV |            |            | Încărcați imagine | Raportați eroare |
| 33701.03.05                              | Situl arheologic de la Fântânele - "Rât" / ansamblu anonim (Categorie: locuire civilă) (Tip: Așezare)                                          | sat Fântânele, comuna Matei              | Rât                                              |                                            |            |            | Încărcați imagine | Raportați eroare |
| 33701.04.01                              | Situl arheologic de la Fântânele - "Livada" / ansamblu anonim (Categorie: locuire) (Tip: Așezare)                                              | sat Fântânele, comuna Matei              | Livada                                           | daco-romană                                |            |            | Încărcați imagine | Raportați eroare |
| 33701.04.02                              | Situl arheologic de la Fântânele - "Livada" / ansamblu anonim (Categorie: locuire) (Tip: Necropolă)                                            | sat Fântânele, comuna Matei              | Livada                                           | daco-romană                                |            |            | Încărcați imagine | Raportați eroare |
| 33863.01.01 (Cod LMI: BN-I-m-B-01346.03) | Situl arheologic de la Fântânița - "La Cumpăna" / ansamblu anonim (Categorie: locuire civilă) (Tip: Așezare)                                   | sat Fântânița, comuna Miceștii de Câmpie | La Cumpăna                                       |                                            |            |            | Încărcați imagine | Raportați eroare |
| 33863.01.02 (Cod LMI: BN-I-m-B-01346.02) | Situl arheologic de la Fântânița - "La Cumpăna" / ansamblu anonim (Categorie: locuire civilă) (Tip: Așezare)                                   | sat Fântânița, comuna Miceștii de Câmpie | La Cumpăna                                       | sec. II - III p. Chr.                      |            |            | Încărcați imagine | Raportați eroare |
| 33863.01.03 (Cod LMI: BN-I-m-B-01346.01) | Situl arheologic de la Fântânița - "La Cumpăna" / ansamblu anonim (Categorie: locuire civilă) (Tip: Așezare)                                   | sat Fântânița, comuna Miceștii de Câmpie | La Cumpăna                                       | sec. IV                                    |            |            | Încărcați imagine | Raportați eroare |
| 33863.02.01 (Cod LMI: BN-I-s-B-01347)    | Așezarea romană de la Fântânița - "Pe vale" / ansamblu anonim (Categorie: locuire civilă) (Tip: Așezare)                                       | sat Fântânița, comuna Miceștii de Câmpie | Pe vale                                          | sec. II - III p. Chr.                      |            |            | Încărcați imagine | Raportați eroare |
| 33863.03.01 (Cod LMI: BN-I-s-B-01348)    | Așezarea romană de la Fântânița - "Hordohiu" / ansamblu anonim (Categorie: locuire civilă) (Tip: Așezare)                                      | sat Fântânița, comuna Miceștii de Câmpie | Hordohiu                                         | sec. II - III p. Chr.                      |            |            | Încărcați imagine | Raportați eroare |
| 33701.02                                 | Obiecte neo-eneolitice de la Fântânele- Movilă, vatra satului (școală), Pădurea, Mocirlă (Categorie: descoperire izolată) (Tip: obiect izolat) | sat Fântânele, comuna Matei              | Movilă, vatra satului (școală), Pădurea, Mocirlă |                                            |            |            | Încărcați imagine | Raportați eroare |
| 33701.07.01 (Cod LMI: BN-I-s-B-01345)    | Așezarea de epoca romană de la Fântânele / ansamblu anonim (Categorie: locuire civilă) (Tip: Așezare)                                          | sat Fântânele, comuna Matei              |                                                  | sec. II - III p. Chr.                      |            |            | Încărcați imagine | Raportați eroare |